# La Tristesse de Cornélius Berg
La Tristesse de Cornélius Berg est la dernière nouvelle du recueil Nouvelles orientales de Marguerite Yourcenar, paru en 1938.

## Résumé
Cette nouvelle traite d’un certain Cornélius Berg, peintre qui concevait des portraits, des tableaux et des nus sur commande. En fait, il peignait pour l’argent. Cependant, l’artiste se faisait vieux et sa détérioration physique avançait au même rythme que sa désillusion par rapport à la beauté de l’être humain. Il n’avait plus le cœur à la peinture et ne trouvait plus rien de beau dans ce qu’il peignait. Il allait même jusqu’à dire qu’il n’aimait pas peindre d’animaux puisqu’ils ressemblaient trop aux hommes. Il se mit donc à la nature morte, puis il fut employé à peindre, sur le mur de l’église, de fausses boiseries.
Dans cette petite ville du nom de Haarlem se trouvait un vieux Syndic chez qui Cornélius allait parfois, une fois sa tâche accomplie, pour donner son avis sur les fleurs de cet amateur de tulipes. Le vieux Syndic se passionnait pour les fleurs et aimait chaque parcelle de couleur avec lesquelles les fleurs étaient constituées. Une fois qu’il contemplait une tulipe, il dit à Cornélius : « Dieu est un grand peintre, il est le peintre de l’univers ». Ce dernier prit un instant pour réfléchir au moment de sa vie. Il se rappela tous les univers sordides dans lesquelles il avait erré tout au long de sa vie. Il répond alors aux paroles du Syndic par : « Quel malheur, monsieur le Syndic, que Dieu ne se soit pas borné à la peinture des paysages. ».
Cette dernière nouvelle fait écho à la première nouvelle du recueil des Nouvelles orientales de Marguerite Yourcenar, Comment Wang-Fô fut sauvé, également relative à la fin de vie d'un peintre. La première est optimiste ; la dernière, pessimiste.